# Сант'Еузанио (Л'Аквила)
Сант'Еузанио (итал. Sant'Eusanio) је насеље у Италији у округу Л'Аквила, региону Абруцо.
Према процени из 2011. у насељу је живело 41 становника. Насеље се налази на надморској висини од 740 м.